# Dancing In The Street
Dancing in the Street è il terzo album in studio della band Peter Jacques Band, pubblicato nel 1985.
Lato A
1. All Right Let's Go – 6:24 (testo: J.F. Petrus, P. Slade – musica: D. Romani)
2. This Night – 5:37 (testo: J.F. Petrus, P. Slade – musica: D. Romani)
3. Mexico – 4:29 (testo: J.F. Petrus, S. Zanini – musica: M. Tansini)
4. Everybody Have a Party – 4:01 (testo: J.F. Petrus, P. Slade – musica: N. Lelli)

Lato B
1. Going Dancin' Down the Street – 5:40 (testo: J. F. Petrus, P. Slade – musica: D. Romani)
2. Drives Me Crazy – 4:10 (testo: J. F. Petrus, P. Slade – musica: D. Romani)
3. Hightime – 4:54 (testo: J. F. Petrus, P. Slade – musica: D. Romani)
4. Don't Say You've Gotta Go – 3:52 (testo: J. F. Petrus, P. Slade – musica: D. Romani)